# Xàtiva (Gerichtsbezirk)
Der Gerichtsbezirk Xàtiva ist einer der 18 Gerichtsbezirke in der Provinz Valencia.
Der Bezirk umfasst 26 Gemeinden auf einer Fläche von 1.132,04 km² mit dem Hauptquartier in Xàtiva.

## Gemeinden
| Gemeinde                | Einwohner (2024) | Fläche km² | Dichte Einw./km² | Cod INE | Postleitzahl |
| ----------------------- | ---------------- | ---------- | ---------------- | ------- | ------------ |
| L’Alcúdia de Crespins   | 5.438            | 5,19       | 1.048            | 46020   | 46690        |
| Anna                    | 2.595            | 21,45      | 121              | 46039   | 46820        |
| Barxeta                 | 1.586            | 28,52      | 56               | 46045   | 46667        |
| Bicorp                  | 560              | 136,50     | 4                | 46071   | 46825        |
| Bolbaite                | 1.333            | 40,39      | 33               | 46073   | 46822        |
| Canals                  | 13.415           | 21,84      | 614              | 46081   | 46650        |
| Cerdà                   | 367              | 1,52       | 241              | 46096   | 46813        |
| Chella                  | 2.439            | 43,49      | 56               | 46107   | 46821        |
| Enguera                 | 4.769            | 241,75     | 20               | 46118   | 46810        |
| Estubeny                | 109              | 6,42       | 17               | 46121   | 46817        |
| Fuente la Higuera       | 2.043            | 84,34      | 24               | 46128   | 46630        |
| Genovés                 | 2.823            | 15,16      | 186              | 46132   | 46894        |
| La Granja de la Costera | 294              | 0,83       | 354              | 46137   | 46818        |
| Llanera de Ranes        | 1.057            | 9,27       | 114              | 46154   | 46814        |
| Llocnou d’En Fenollet   | 924              | 1,53       | 604              | 46151   | 46668        |
| Llosa de Ranes          | 3.736            | 7,13       | 524              | 46157   | 46815        |
| Mogente                 | 4.373            | 150,23     | 29               | 46170   | 46640        |
| Montesa                 | 1.134            | 48,11      | 24               | 46174   | 46692        |
| Navarrés                | 3.055            | 47,04      | 65               | 46179   | 46823        |
| Novelé                  | 849              | 1,47       | 578              | 46180   | 46819        |
| Quesa                   | 675              | 73,16      | 9                | 46206   | 46824        |
| Rotglà i Corberà        | 1.158            | 6,26       | 185              | 46217   | 46816        |
| Torrella                | 150              | 1,14       | 132              | 46243   | 46814        |
| Vallada                 | 3.079            | 61,50      | 50               | 46251   | 46691        |
| Vallés                  | 148              | 1,24       | 119              | 46253   | 46818        |
| Xàtiva                  | 30.378           | 76,56      | 397              | 46145   | 46800        |
| Gerichtsbezirk Xàtiva   | 88.487           | 1.132,04   | 78               | –       | –            |